# 아우구스트 딜
아우구스트 딜(August Diehl, 1976년 1월 4일 ~ )은 독일의 배우이다.

## 작품 목록
- 바스터즈: 거친 녀석들
- 얼라이드
- 향기를 만드는 자